# Талапацький Артем Володимирович
Арте́м Володи́мирович Талапа́цький (3.03.1982—20.06.2022) — сержант Збройних сил України, учасник російсько-української війни, який загинув під час російського вторгнення в Україну.

## Життєпис
Народився 3 березня 1982 року на Уманщині, Черкаська область.
Під час російського вторгнення в Україну був сержантом, старшим водієм-радіотелефоністом відділення 92-ї окремої механізованої бригади імені кошового отамана Івана Сірка. Загинув 20 червня 2022 року в результаті бойових дій на Харківщині. Похований у м. Умані, Черкаська область.

## Нагороди
- орден «За мужність» III ступеня (2022) (посмертно) — за особисту мужність і самовіддані дії, виявлені у захисті державного суверенітету та територіальної цілісності України, вірність військовій присязі.[3]